# Shane Heal
Shane Douglas Heal (nacido el 6 de noviembre de 1970 en Melbourne, Victoria, Australia) es un exjugador y entrenador de baloncesto australiano. Considerado como uno de los mejores bases de la historia del baloncesto australiano, tuvo dos breves experiencias en la NBA, en San Antonio y en Minnesota. Con Australia pudo jugar 4 juegos olímpicos (1992, 1996, 2000, 2004) y 2 mundiales (1994 y 1998). Después de retirarse ha ejercido como entrenador asistente de los South Dragons y de Australia.  

## Equipos
- 1988:  Brisbane Bullets
- 1989-1991:  Geelong Supercats
- 1992-1995:  Brisbane Bullets
- 1996-1997:  Minnesota Timberwolves
- 1997:  Sydney Kings
- 1998-2000:  Near East
- 2000-2002:  Sydney Kings
- 2002:  A. Costa Imola
- 2003:  San Antonio Spurs
- 2003-2004:  Makedonikos
- 2006-2008:  South Dragons
- 2008-2009:  Gold Coast Blaze

## Participaciones en competiciones internacionales

### Juegos olímpicos
- Barcelona 1992 6/12
- Atlanta 1996 4/12
- Sídney 2000 4/12
- Atenas 2004 9/12

### Mundiales
- Canadá 1994 6/16
- Grecia 1998 9/16